# Gabriel Bularda
Gabriel Bularda (n. 26 iunie 1954, Șuletea, România) este un canotor român. El a concurat în proba masculină de dublu rame cu cârmaci⁠(d) la Jocurile Olimpice de vară din 1980, terminând pe locul 4.

## Distincții
- Medalia „Meritul Sportiv” clasa I (15 aprilie 1981) „pentru rezultatele deosebite obținute la Jocurile Olimpice de vară din 1980 de la Moscova, precum și pentru contribuția adusă la dezvoltarea activității sportive și la creșterea prestigiului sportului românesc pe plan internațional”[5]